# Hyperrealität
Die Hyperrealität ist das Abbild von etwas, das es in der Realität nicht gibt, sondern sein eigenes Simulacrum ist oder das überhöhte, idealisierte, den Vorstellungen eines Künstlers entsprechende Bild eines wirklich existierenden Objektes.
Diese Denkweise geht u. a. auf Philosophen wie Ludwig Feuerbach, Guy Debord oder Marshall McLuhan und in der Folge Umberto Eco, Jean Baudrillard oder Giorgio Agamben zurück.
Die Definition der Hyperrealität setzt voraus, dass es eine auf einfache, dingliche Begriffe reduzierbare Realität gibt und jede Kommunikation diese Realität durch verfälschende Weitergabe von Informationen in eine Hyperrealität verwandeln kann. Diese sehr enge Definition der Realität schränkt die Aussagefähigkeit von Thesen, die sich des Begriffes der Hyperrealität bedienen, stark ein.